# Калласте
Ка́лласте (эст. Kallaste), до 1923 года Кра́сные го́ры — город на крайнем востоке Эстонии в уезде Тартумаа, на берегу Чудского озера.  До административной реформы местных самоуправлений Эстонии 2017 года являлся отдельным городским муниципалитетом и не входил в состав какой-либо волости, после реформы вошёл в состав новой волости Пейпсияэре. Самый маленький город Эстонии по численности населения, по площади занимает 42-е место из 45 городов страны.
Климат умеренный. Официальный язык — эстонский. Почтовый индекс — 74211.

## Население
По данным переписи населения 2021 года, в Калласте проживали 680 человек, из них 135 (19,9 %) — эстонцы.
По данным переписи населения 2011 года в городе проживали 852 человека, из них 132 (15,5 %) — эстонцы. 
Численность населения города Калласте:
| Год  | 1922 | 1934   | 1959   | 1970   | 1989   | 2000   | 2003   | 2011  | 2021  |
| ---- | ---- | ------ | ------ | ------ | ------ | ------ | ------ | ----- | ----- |
| Чел. | 1627 | ↘ 1603 | ↗ 1668 | ↘ 1604 | ↘ 1361 | ↘ 1211 | ↘ 1193 | ↘ 852 | ↘ 680 |

Национальный состав в 2000 году: русские — 72,91 %, эстонцы — 21,14 %; конфессиональный состав: православные — 17,55 %, лютеране — 7,10 %, прочие вероисповедания (в основном старообрядцы) — 36,21 %, неверующие, атеисты и др. — 39,15 %.

## История
Первое письменное упоминание населённого пункта относится к 1796 году (Krasnaja Gora, Kallaste). На месте современных Калласте и Пузи ранее находилось поселение, упомянутое в 1582 году как Purna, в 1592 году — Pormorand, в 1601 году — Pormeranda.
Переселения води и русских племён на земли современной Эстонии произошли в XIII—XV веках, в конце XVI века и особенно в начале XVII века. В начале XVIII века новую волну переселенцев составили бежавшие от церковной реформы патриарха Никона староверы (см. Причудские говоры) в основном из Новгородской губернии, которые и положили начало рыбацкой деревне на берегу Чудского озера. До 1918 года деревня Калласте находилась в составе Лифляндской губернии Российской империи. До земельной реформы 1919 года её земли принадлежали мызе Кокора.
В 1921 году деревня получила статус посёлка, в 1938 посёлок официально стал городом. В 1950—1959 годах Калласте центром Калластеского района.
В советское время в городе работали Каластеский хлебозавод Йыгеваского хлебокомбината ЭРСПО и цех Тартуского опытного завода пластмассовых изделий.

## Происхождение топонима
Название города происходит от эстонского слова kallas («берег»). По-русски поселение раньше называлось Красная гора, Красные горы и Красный посад, что связано с красным песчаником, характерным для данной местности.

## Старообрядческая церковь в Калласте
Согласно архивным данным, деревянный молитвенный дом в селе Красные горы был построен в 1802 году. Старообрядческая церковь была построена в 1865 году. В 1903 году был сделан ремонт и чуть позже была пристроена колокольня. 20 августа 1913 года Лифляндским губернским правлением была зарегистрирована община под названием Старообрядческая община старопоморского согласия в с. Красные Горы Лифляндской губернии. Наставником в ней был Иоанн Семёнович Глухарев-Русаков. В этом же году к существующему и поныне зданию молельни, пристроили колокольню. Колокол для храма приобрели на пожертвования местных жителей. Молитвенный дом старообрядцев в Калласте является одним из самых старых староверческих молелен в Эстонии.

## Галерея

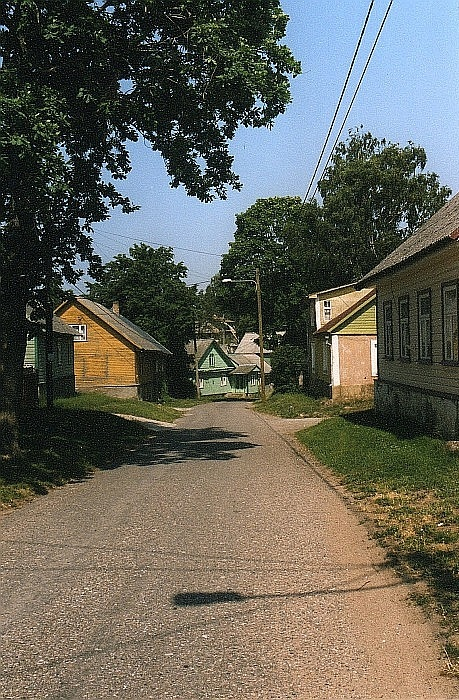
Вид Калласте в 2006 году
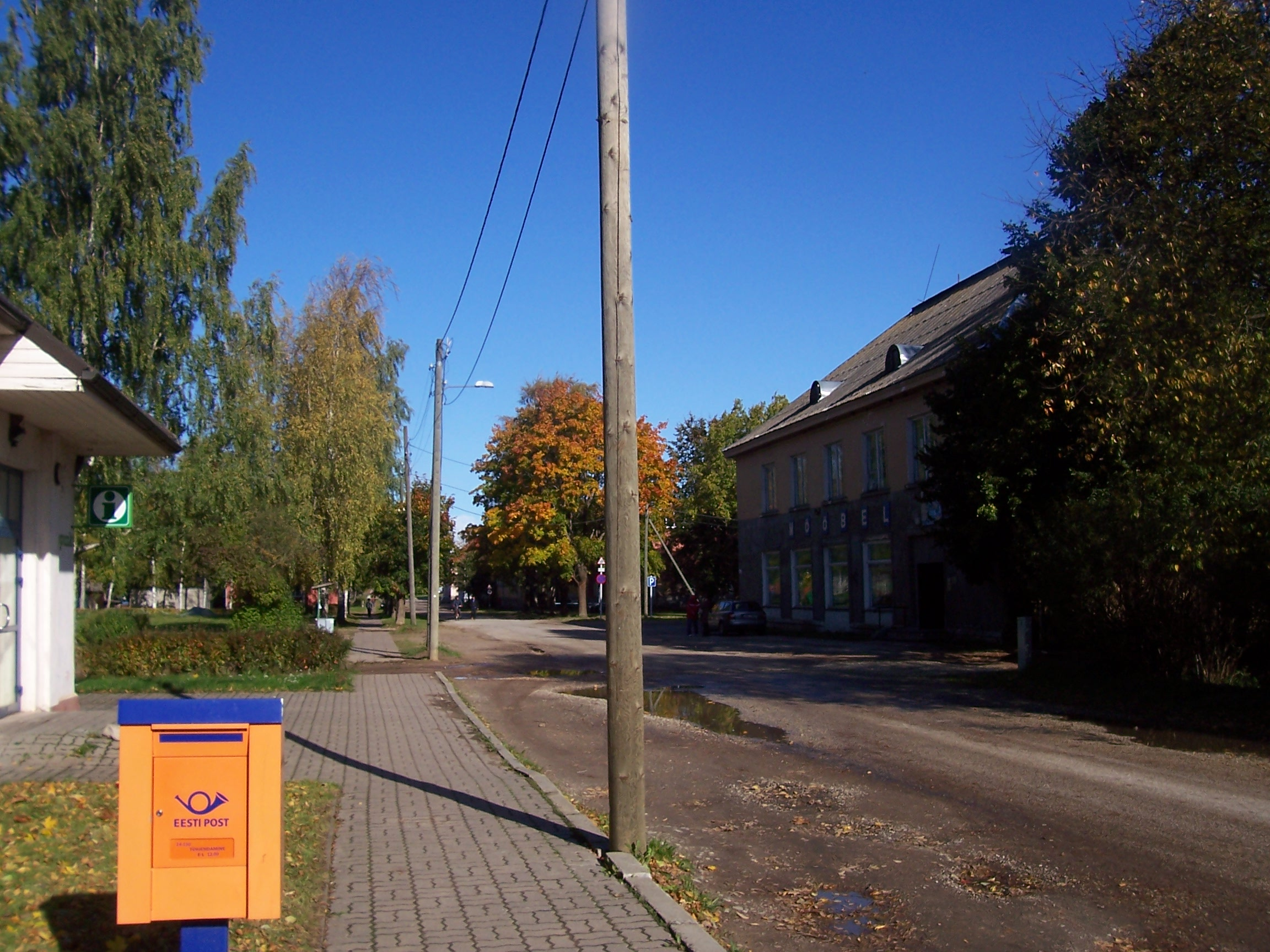
Улица в Калласте, 2009 год
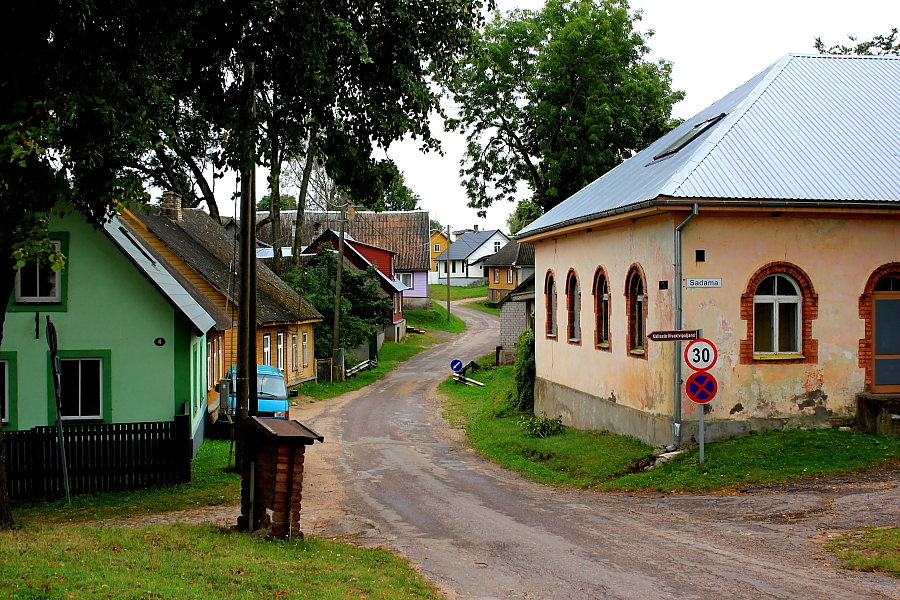
Улица в Калласте, 2015 год
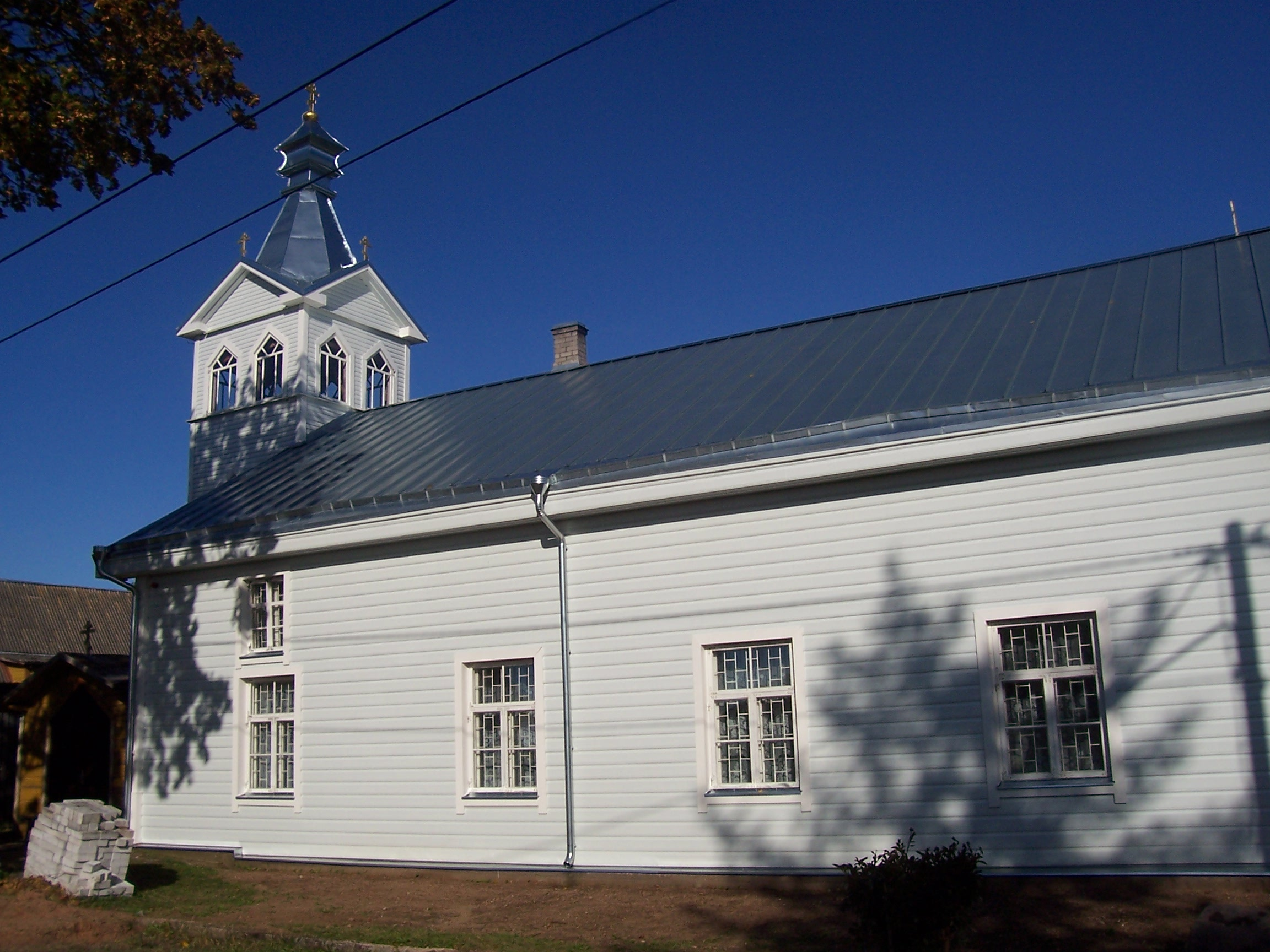
Старообрядческая церковь (моленная)
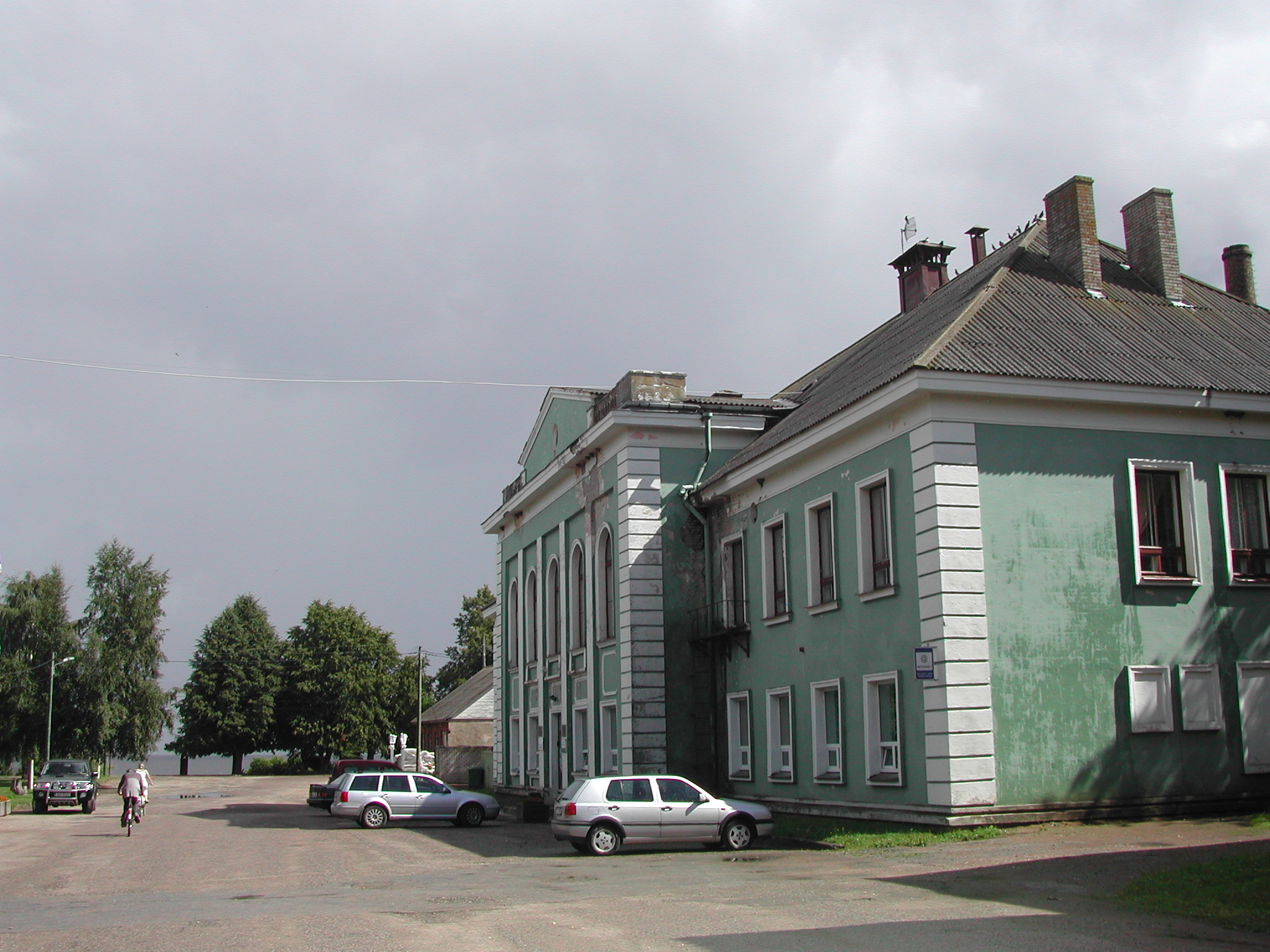
Здание в Калласте
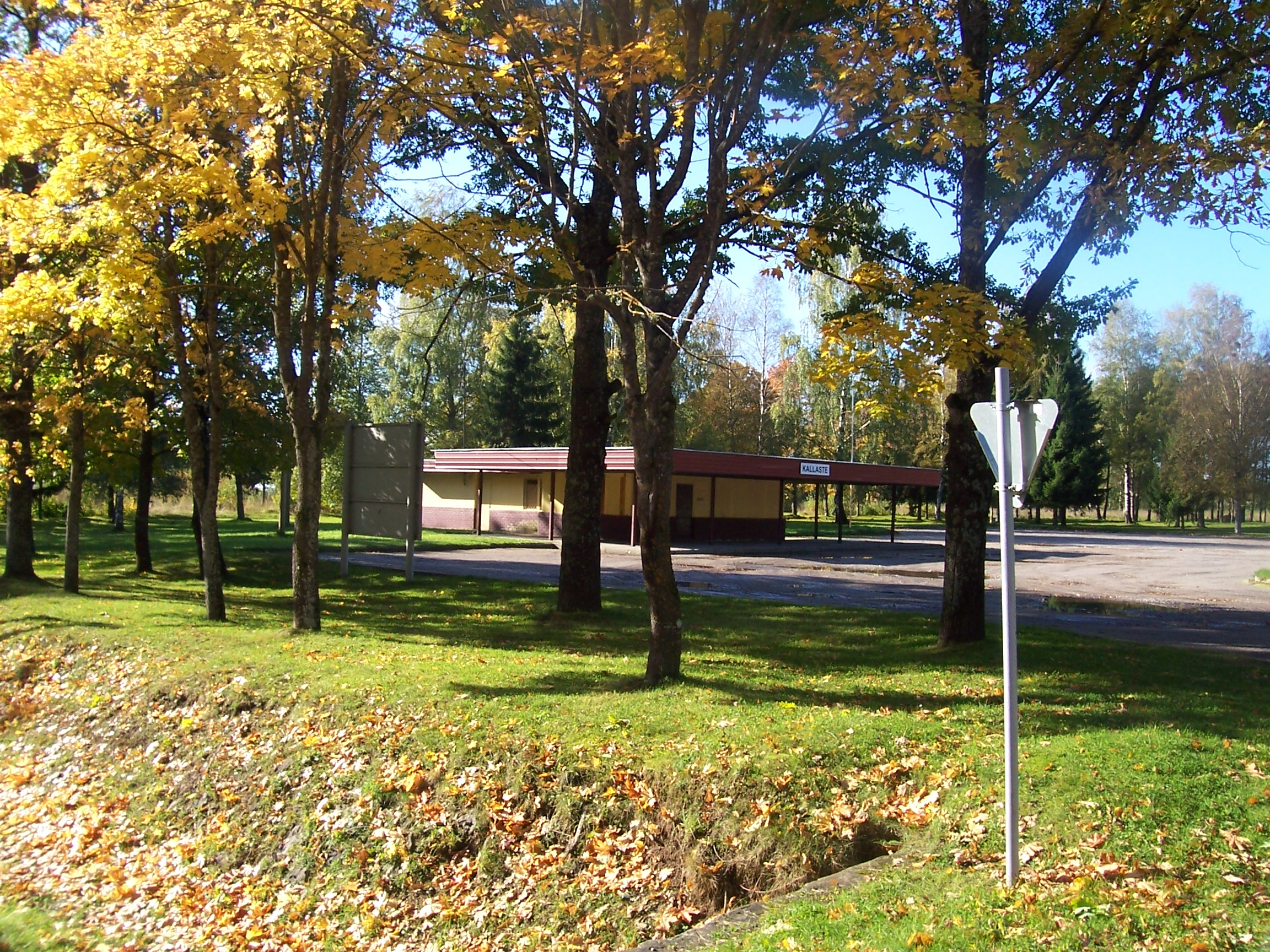
Автостанция
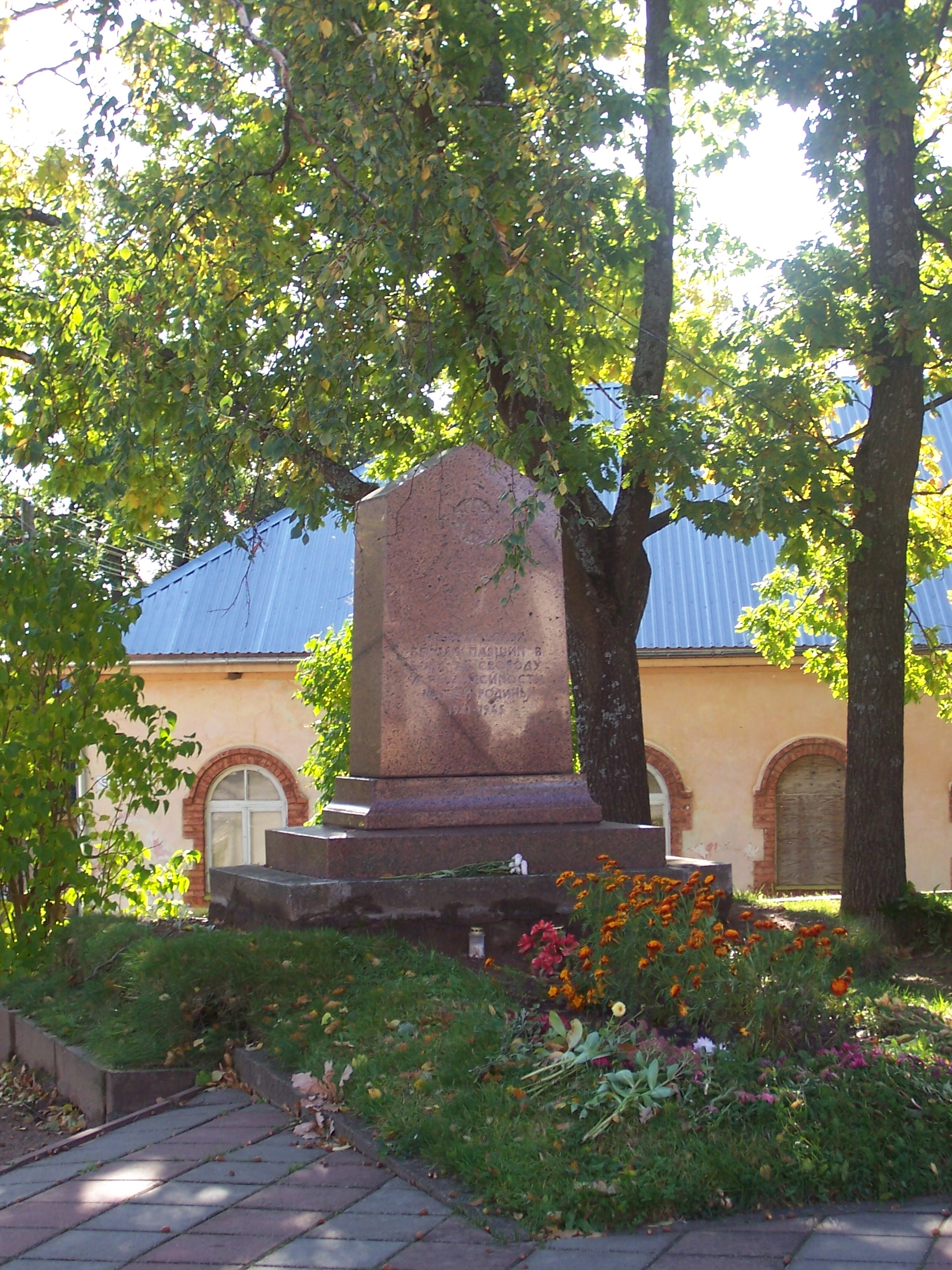
Памятник советским воинам, павшим во II мировой войне. Ликвидирован в 2023 году
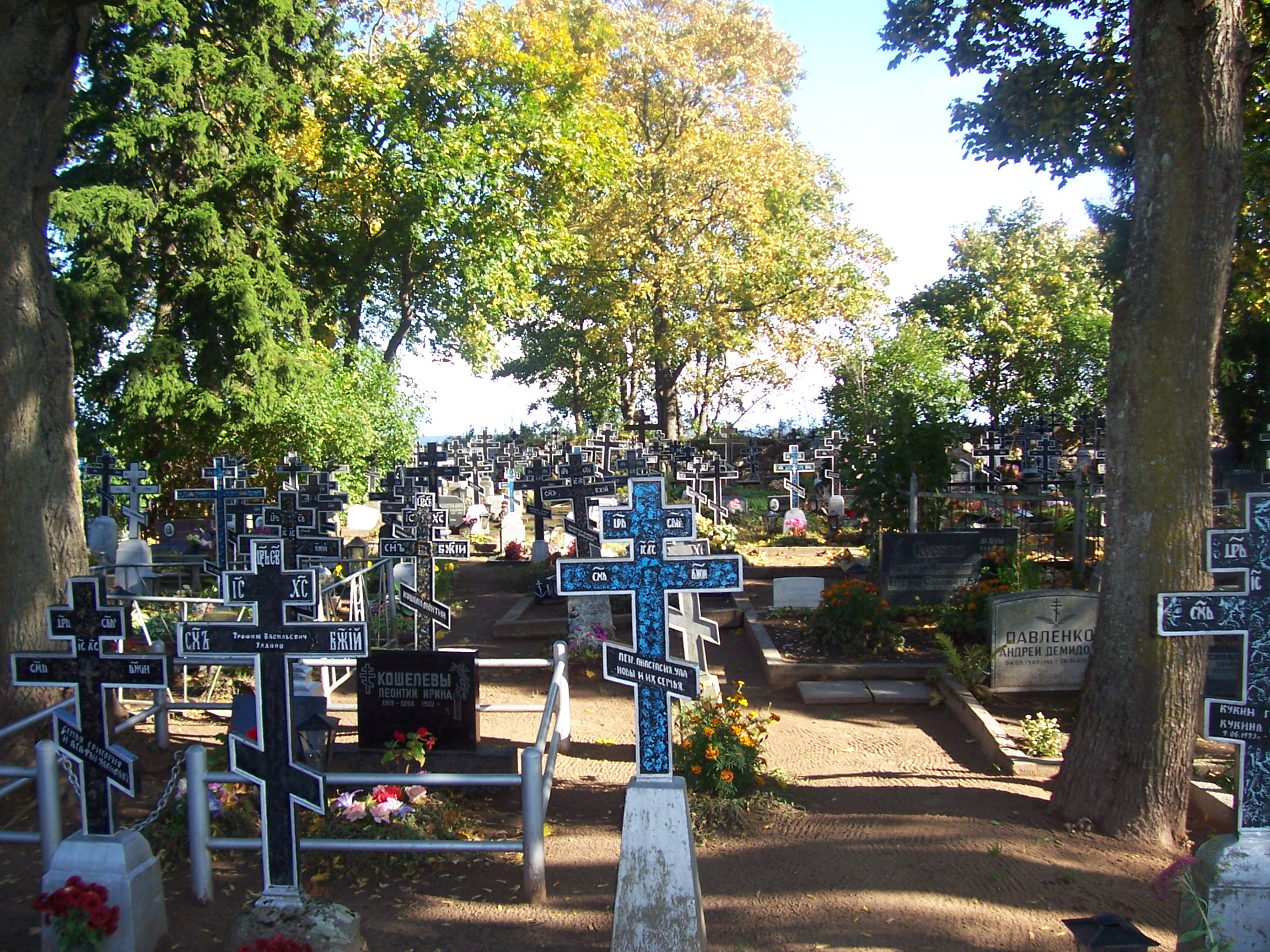
Старообрядческое кладбище
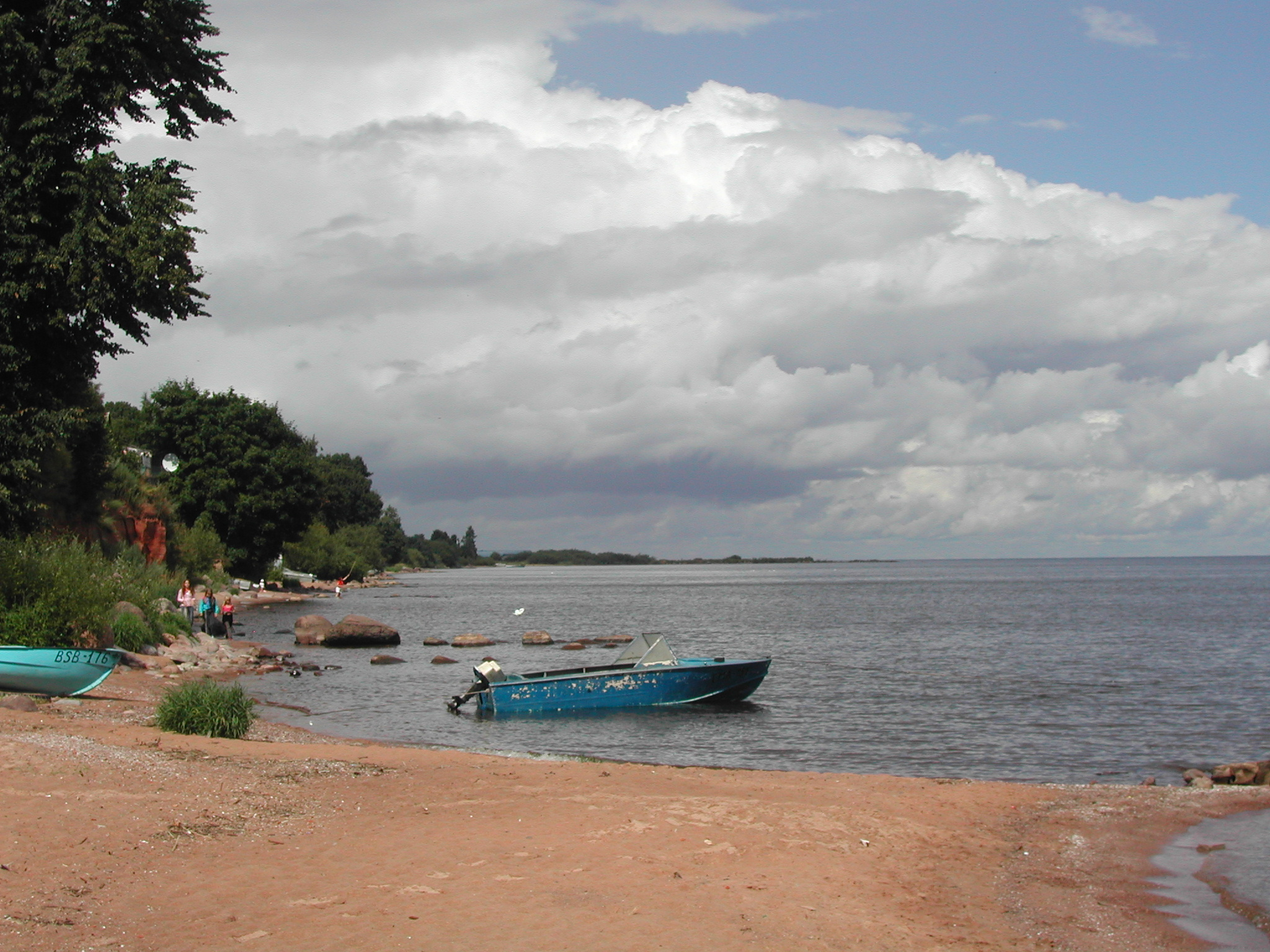
Чудское озеро у Калласте
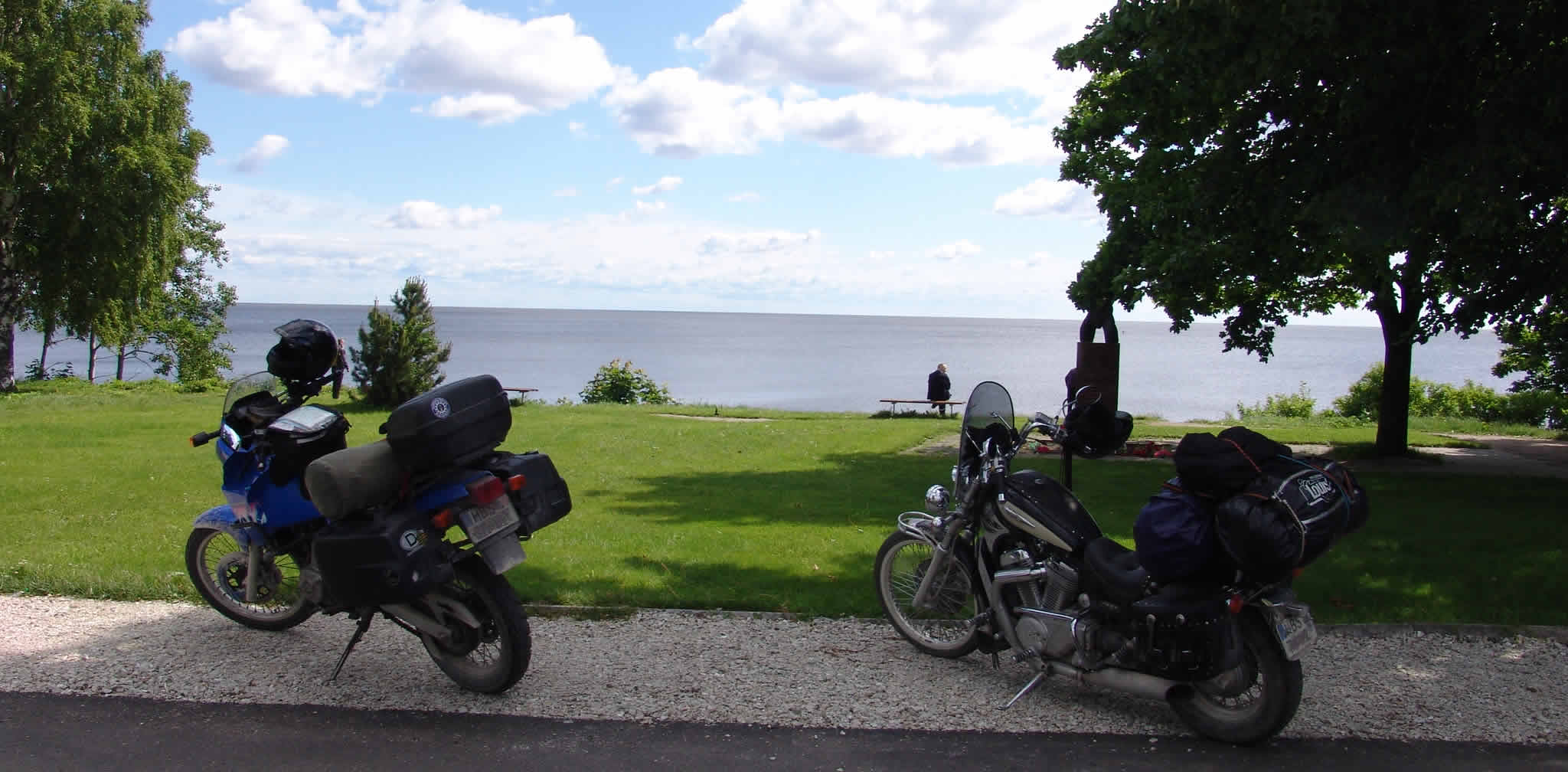
Чудское озеро у Калласте
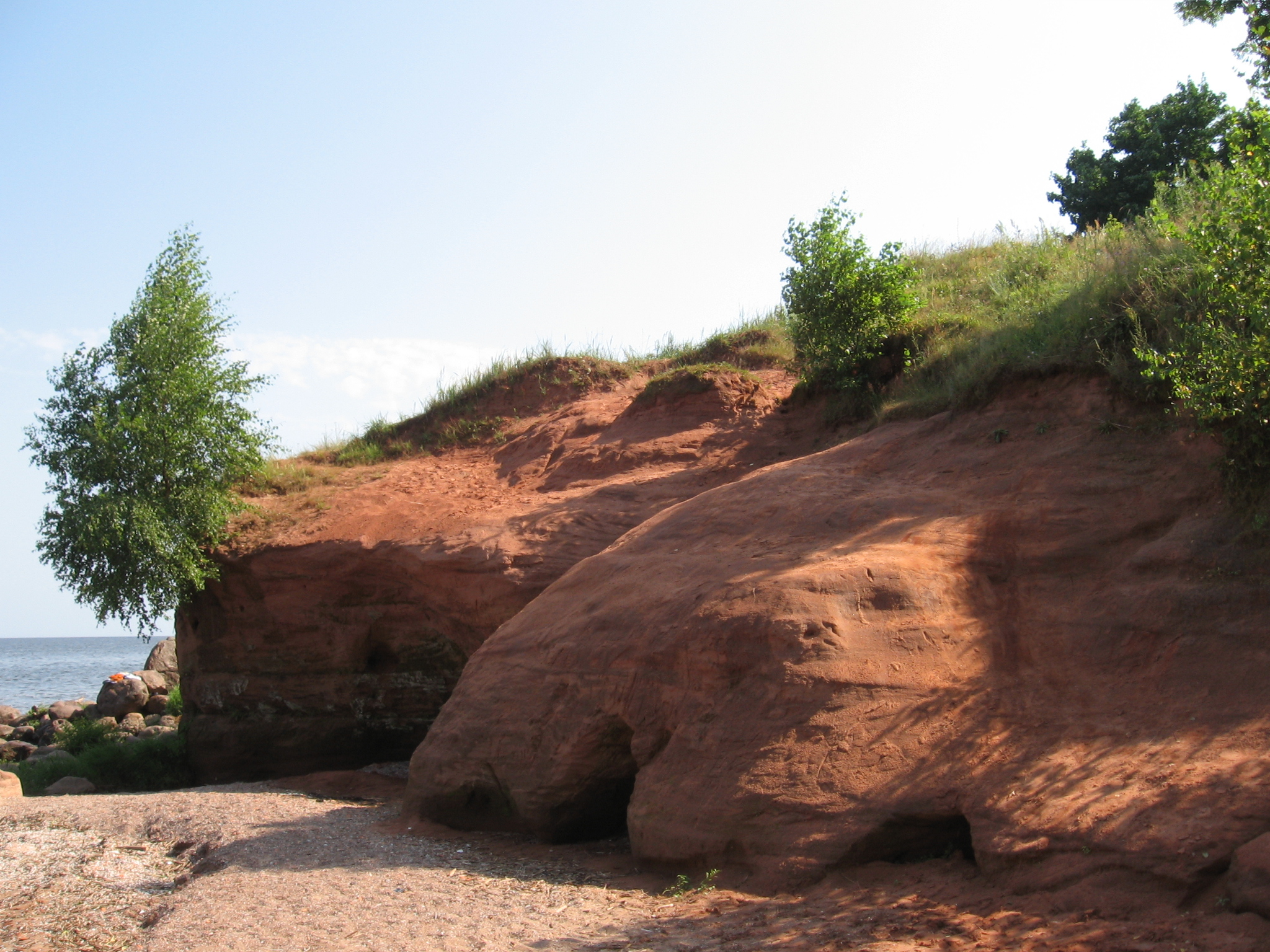
На берегу Чудского озера
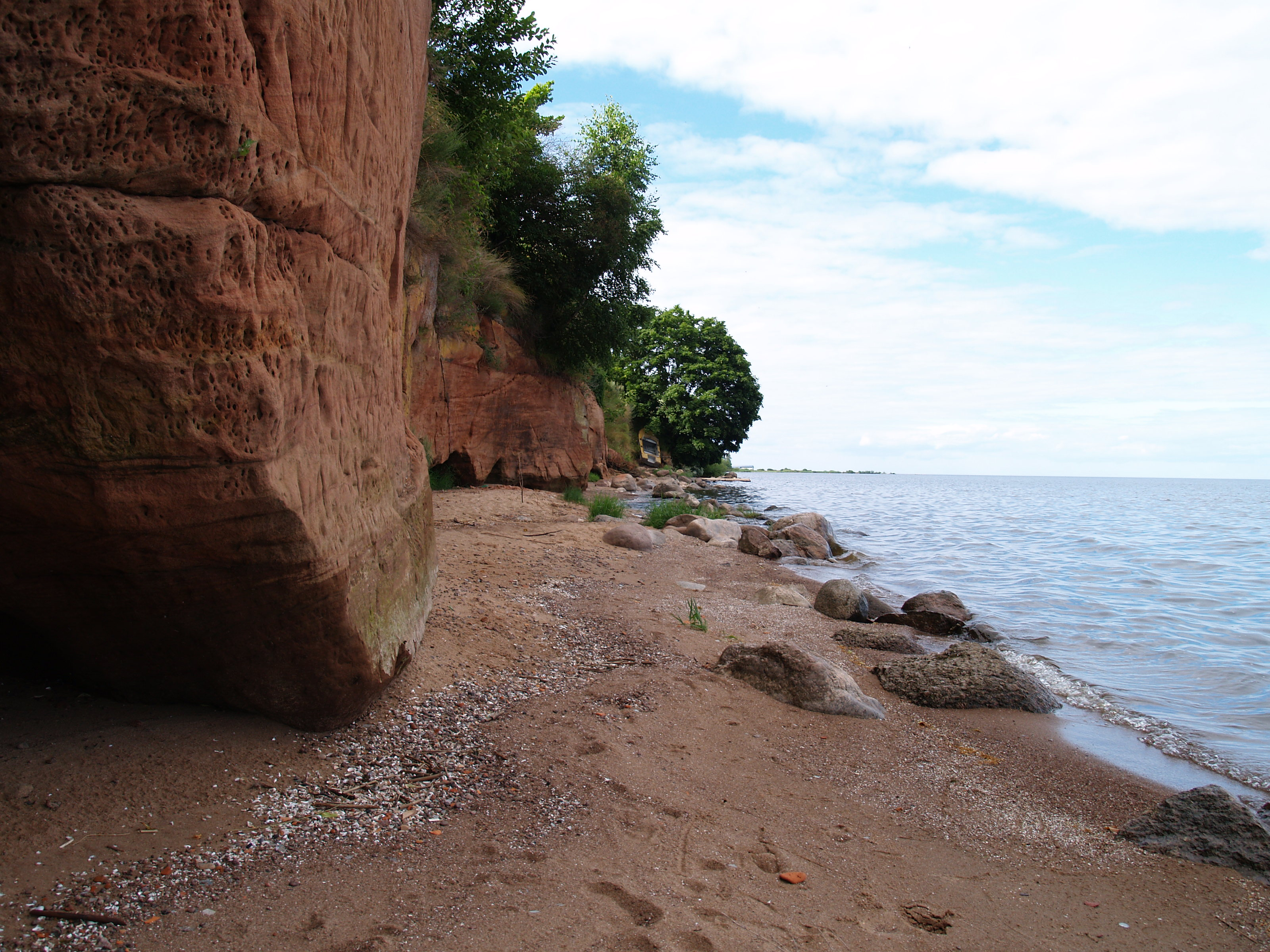
Девонское обнажение

## Природа
В городе находится самое протяженное обнажение девонского песчаника Эстонии. Его размеры: длина 930 м, максимальная высота 8 м (по измерениям 2001 года). Также есть ряд пещер и почвенных изломов. Обнажения красного песчаника в Калласте являются природоохранной зоной. В этом песчанике учёные нашли множество окаменелостей животных и растений, живших 390 миллионов лет назад. В песчаных скалах гнездятся тысячи ласточек.